# Světec
Světec är en ort i Tjeckien.   Den ligger i regionen Ústí nad Labem, i den nordvästra delen av landet, 70 km nordväst om huvudstaden Prag. Světec ligger 210 meter över havet och antalet invånare är 941.
Terrängen runt Světec är kuperad söderut, men norrut är den platt. Runt Světec är det ganska tätbefolkat, med 65 invånare per kvadratkilometer. Närmaste större samhälle är Ústí nad Labem, 18,2 km nordost om Světec. Omgivningarna runt Světec är en mosaik av jordbruksmark och naturlig växtlighet.